# José Botafogo Gonçalves
José Botafogo Gonçalves (Belo Horizonte, 11 de enero de 1935-Río de Janeiro, 8 de noviembre de 2024) fue un abogado, diplomático, profesor y político brasileño.

## Carrera
Se graduó en abogacía y ciencias sociales en la Pontificia Universidad Católica de Río de Janeiro en 1957. Ingresó en la carrera diplomática en 1960, como cónsul, año en que también participó en un curso de entrenamiento en Problemas de Desarrollo Económico en la CEPAL.
Desde 1969 fue subiendo de categoría, llevando a ser promovido en 1982 como embajador. Dirigió varias divisiones del Ministerio de Relaciones Exteriores brasileño. Durante su carrera también integró el equipo económico del ministro de Hacienda del gobierno de facto de João Baptista Figueiredo, Antônio Delfim Netto. También ha sido representante de su país ante el Banco Mundial y cónsul general en Milán, Italia. En 1998 fue Ministro de Industria, Comercio y Turismo de Brasil del gobierno de Fernando Henrique Cardoso.
Posteriormente fue Secretario Ejecutivo de la Cámara de Comercio Exterior (CAMEX) en 2000. Al año siguiente fue nombrado Embajador Especial para Asuntos del Mercosur, representando a su país ante dicho organismo, y entre 2002 y 2004 fue Embajador de Brasil en Argentina.
En años posteriores se dedicó a la actividad privada como abogado.